# Кертановы
Керта́новы (осет. Кертантæ) — дигорская фамилия.

## Антропонимика
Из тюркского kertan — ‘верный, истинный’.

## Происхождение
По преданию, Кертан, Гацол, Соски и Суме были братьями, проживавшими в Ассии (Балкария), в Чегемском ущелье. Один из братьев стал кровником, поэтому им всем пришлось покинуть родные места.
Братья бежали в с. Ногкау Дигорского ущелья. Однако Кертан и Суме недолго прожили в селе — вскоре Кертан перебрался в с. Чикола, основав там фамилию Кертановых, а Суме — в сел. Вольно-Христиановское (Дигора), дав начало фамилии Суменовых. В Чиколе от Кертана образовалась ещё одна фамилия — Увжикоевы.

## Генеалогия
Родственными фамилиями (арвадалта) Кертановых являются Увжикоевы, Суменовы, Гацолаевы и Соскиевы.
| Компания | Антропоним             | Гаплогруппы   |
| -------- | ---------------------- | ------------- |
| 23andMe  | Kertanov Viktor (1989) | Q-L940 # T2c1 |

## Известные представители
- Константин Эльбрусович Кертанов (1995) ― российский футболист, полузащитник клуба «Челябинск».
- Родион Вячеславович Кертанти (1971) — российский и словацкий борец вольник, призёр чемпионата Европы.
- Тахир Хаджиумарович Кертанов (1922–1992) — осетинский поэт, классик дигорской литературы.